# The Hunchback
The Hunchback is een Amerikaanse (televisie)film uit 1997 van Peter Medak, gebaseerd op het boek Notre Dame de Paris van Victor Hugo uit 1831. Het staat ook bekend onder de titels The Hunchback of the Notre Dame en Quasimodo.
De film werd grotendeels opgenomen in Hongarije, Boedapest en ook in Tsjechië, voornamelijk omdat de financiering goedkoper was.

## Verhaal
Het is 1480 als de priester Dom Frollo een vondeling voor de Notre Dame in Parijs vindt. Het kindje is misvormd en Frollo besluit het onder zijn gezag op te voeden en verborgen te houden voor de buitenwereld.
Jaren later is er in de stad een gezelschap zigeuners neergestreken die van stad naar stad trekken. Ze willen een feest der dwazen houden op het plein voor de kerk, onder hen bevindt zich Esmeralda, die een zigeunerdans opvoert. Zonder dat ze het weet raken drie mannen in de ban van haar, ieder op hun eigen manier. Als eerste is daar Gringoire, die het publiek toespreekt over politieke standpunten. Maar bij het zien van Esmeralda blijft zijn mond open staan en hij blijft haar aanstaren.
Als tweede is daar Quasimodo, die voor het eerst van zijn leven zijn plaats als klokkenluider verlaat en naar beneden afdaalt om, nieuwsgierig als hij is, goed te zien hoe Esmeralda danst. Maar dan wordt hij ontdekt en prompt tot koning van de Dwazen gemaakt. Quasimodo geniet hiervan maar zijn opvoeder Dom Frollo kijkt hem woedend aan en Quasimodo trekt zich weer terug naar zijn toren op de Notre Dame. De derde, Dom Frollo is ook verliefd geraakt op Esmeralda, iets waar een zwaargelovige als hij niet aan toe mag geven. Naar zijn mening moet zij uit de weg worden geruimd. 's Avonds wordt Esmeralda achtervolgd en door vier mannen aangevallen, zowel Gringoire en Quasimodo grijpen in. Als de dieven geweken zijn komen soldaten de stad in, die arresteren Quasimodo terwijl Esmeralda roept dat hij onschuldig is, Gringoire ligt ondertussen bewusteloos op de grond.
De volgende ochtend wordt Quasimodo bestraft met twintig zweepslagen, vervolgens kan hij weer terug naar de Notre Dame waar Dom Frollo hem zegt dat hij nooit meer de kerk mag verlaten omwille van zijn veiligheid. Maar dit zal Quasimodo moeilijk kunnen omdat hij door het medeleven van Esmeralda helemaal in haar ban is geraakt. Een dag later wordt de eerste minister van de koning dood gevonden. De aanwijzingen richten zich op Esmeralda omdat het met haar mes is gebeurd. Dit was door Dom Frollo gestolen en hij wilde via deze omweg de schuld in haar schoenen schuiven. De volgende ochtend dreigt Esmeralda opgehangen te worden, maar doordat Quasimodo ingrijpt door met een touw haar mee te slingeren naar zijn toren, is zij in een vrijplaats gekomen waar de burgers ongeschonden worden gelaten en de staat niet mag ingrijpen.
Quasimodo wil dat Dom Frollo zijn misdaad bekent en Esmeralda vrijpleit. Het komt tot een worsteling tussen beiden op de toren waarbij Frollo blijft hangen op een uitstekend beeld en toegeeft waardoor Esmeralda wordt vrijgesproken door de koning. Maar als Frollo Esmeralda onder ogen komt wil hij haar alsnog doodsteken, maar Quasimodo springt er tussen en ontvangt het mes in zijn lijf, uit woede smijt hij Frollo van de toren en enkele uren later slaapt Quasimodo in, bij het klokkengebulder van de Notre Dame.

## Cast
| Acteur          | Personage       |
| --------------- | --------------- |
| Mandy Patinkin  | Quasimodo       |
| Salma Hayek     | Esmeralda       |
| Richard Harris  | Dom Frollo      |
| Edward Atterton | Gringoire       |
| Benedick Blythe | Phoebus         |
| Nigel Terry     | Koning Lodewijk |
| Jim Dale        | Clopin          |
| Nicholas Grace  | Gauchere        |

## Achtergrond
De film werd een jaar na de animatiefilm gemaakt en voor televisie uitgebracht. Het was 15 jaar geleden dat er een Notre Dame-film was gemaakt met echte acteurs, de laatste uit 1982 was met Anthony Hopkins en Leslie Ann Down in de hoofdrollen. Het grote verschil met andere films is dat de rol van Kaptein Phoebus zich nu beperkt tot een gardeleider die maar kort in beeld is. Vaak is zijn rol groter en is hij zelfs ook een geliefde van Esmeralda.
De film werd gedraaid in Hongarije en Tsjechië, waarbij velen bijrollen van figuranten uit die landen zelf kwamen.

## Andere versies
- (1923) The Hunchback of Notre Dame, met Lon Chaney.
- (1939) The Hunchback of Notre Dame, met Charles Laughton en Maureen O'Hara.
- (1956) Notre Dame de Paris, met Anthony Quinn en Gina Lollobrigida.
- (1982) The Hunchback of Notre Dame, met Anthony Hopkins en Leslie Ann Down.
- (1996) Walt Disney's The Hunchback of Notre Dame, animatie.
- (2002) The Hunchback of Notre Dame II, animatievervolg op die van 1996.

## Prijzen
De film kreeg vier Emmy Award-nominaties, waaronder die voor
- Art directie
- Kostuumontwerp
- Hairstyling
- Make-up
- Nominatie voor beste actrice, (Alma-Award)